# ليندسي ماكوين
ليندسي ماكوين (بالإنجليزية: Lindsay McKeown)‏ هو لاعب كرة قدم بريطاني في مركز الوسط، ولد في 11 يوليو 1957 في بلفاست في المملكة المتحدة. لعب مع شيفيلد وينزداي ومانشستر يونايتد ونادي لينفيلد.